# 十四隻腳樂團
十四隻腳樂團是臺灣親子街頭藝人性質樂團。現任團員有團長周宗廉、吉他手兼鋼琴手周掌符、主唱兼吉他手周襟芙。

## 團員介紹
- 團長周宗廉是新竹科學園區工程師，為創團人之一。擅長彈民謠吉他、鋼琴流行樂，也發表過口琴、小提琴等作品。除音樂表演之外，也有參加體育比賽，如：鐵人三項、馬拉松、超級馬拉松、直排輪比賽等。[來源請求]
- 周項符
- 周掌符未致力於演藝工作，更專精於體育比賽。
- 周襟芙為格拉斯經紀公司簽約藝人，以歌唱節目及婚禮表演為主。

## 歷史
- 2013年10月成立，大兄、二兄、妹妹，爸爸與三個孩子成立「十四隻腳樂團」[來源請求]。同月，團長周宗廉取得新竹市街頭藝人個人版執照。[1]

- 2014年9月取得苗栗縣、雲林縣、嘉義縣、嘉義市街頭藝人團體執照。[2]

- 2018年9月完成苗栗縣街頭藝人團體執照續證。[3]

- 2020年3月14日發表第一首創作曲《車上狂想曲》[4][5]。4月取得花蓮縣街頭藝人團體執照。10月3日發表第二首創作曲《我出生那天》[6][7]。

## 外部連結
- 十四隻腳樂團的Facebook專頁
- YouTube上的十四隻腳樂團頻道